# آک سارای
آک‌ سارای (به ترکی استانبولی: Ak Saray) یا آق سرای (به فارسی: سرای سپید یا کاخ سفید) یا کاخ ریاست جمهوری (به ترکی استانبولی: Cumhurbaşkanlığı Sarayı) کاخ ریاست‌جمهوری نوسازی در جمهوری ترکیه است. این کاخ در منطقه بش‌تپه در آنکارا جای گرفته‌است.
به دلیل ساخت و ساز این کاخ با نادیده گرفتن رای بازدارنده دادگاه، سیاستمداران و روزنامه‌نگار اپوزیسیون دولت رجب طیب اردوغان آن را کاچ-آک‌ سارای (قاچاق‌سرای) (به ترکی استانبولی: Kaç-Ak Saray) می‌نامند.
این کاخ، بزرگترین و پهناورترین کاخ ریاست جمهوری در جهان است که بزرگی آن چهار برابر کاخ ورسای است.

## معماری
آک سرای با ۲۱۰ هزار متر مربع مساحت و یک هزار اتاق به شیوه معماری سلجوقی ساخته شده و نمایانگر مفهوم ترکیه نوین در دوره اردوغان است.
«سرای سفید» از سه بنای عظیم تشکیل شده‌است. این اقامتگاه دو ساختمان اداری به شکل E، و یک مسجد دارد که در آن پنج هزار نفر می‌توانند هم‌زمان نماز بگزارند. نمای کاخ به شیوه معماری سلجوقی ساده و بی‌پیرایه اما درون آن به شیوه عثمانی پرآذین و شکوهمند می‌نمایاند. در این مقر پناهگاه بزرگی برای جنگ هسته‌ای و شیمیایی در نظر گرفته شده و همچنین اتاق‌ها هم از نظر شنود مکالمات امن شده‌است.

## دادگاه
یک سال پیش از گشایش این کاخ، دادگاهی در آنکارا حکم توقف ساخت و ساز «سرای سفید» را صادر کرده بود، اما اردوغان توجهی به این حکم نکرد. چندی بعد دادگاه دیگری دوباره حکم توقف ساخت و ساز را داد که اردوغان در پاسخ گفت: «شما با احکام‌تان نمی‌توانید مانع از ساخت “سرای سفید” بشوید. این عمارت بالاخره ساخته خواهد شد.»

## هزینه ساخت و ساز
هزینه ساخت «سرای سفید» ۳۵۰ میلیون دلار برآورد شده‌است.

## نگارخانه

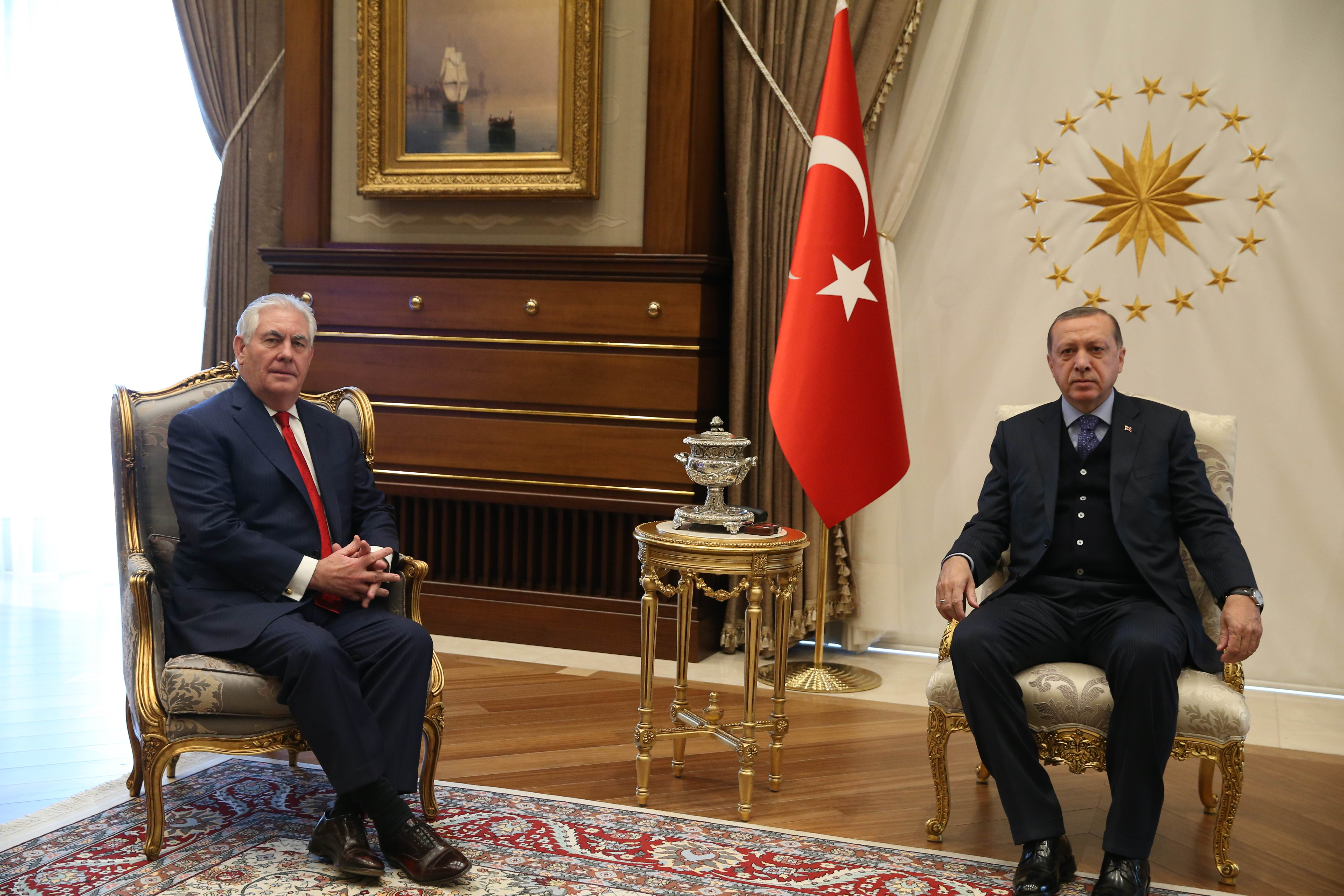
اتاق ملاقات